# Infant Bacterial Therapeutics
Infant Bacterial Therapeutics AB är ett 2013 grundat svenskt börsnoterat läkemedelsbolag.
Infant Bacterial Therapeutics AB avknoppades 2016 från det svenska probiotikaföretaget BioGaia AB och börsnoterades på Stockholmsbörsen. Det utvecklar ett läkemedelskandidaten IBP-9414, som baseras på den aktiva substansen bakterien Limosilactobacillus reuteri, och som avser att förebygga vanligt förekommande åkommor och sjukdomar som uppkommer hos för tidigt födda barn ("necrotizing enterocolitis"). Det fick status som särläkemedel av amerikanska Food and Drug Administration för detta ändamål 2013, och av Europeiska läkemedelsmyndigheten 2015.
Läkemedlet IBP-9414 började testas i en fas 3-studie 2019. Det är enligt företaget det enda läkemedel som för närvarande (2020) utvecklas i kliniska studier mot de aktuella tillstånden hos för tidigt födda barn.